# Fives (entreprise)
Pour les articles homonymes, voir Fives (homonymie).
Fives, anciennement la Compagnie de Fives-Lille, est un groupe d'ingénierie industrielle international implanté dans 24 pays et actif dans plusieurs secteurs parmi lesquels le ciment, l'acier, le verre, l'aluminium, l'aéronautique, l'automobile, la logistique et les machines-outils. Le groupe a réalisé un chiffre d'affaires de 2,4 milliards d'euros et employait près de 9 000 personnes en 2023.
Parmi ses réalisations historiques, Fives-Lille a fabriqué certaines des premières locomotives à vapeur produites en France, des moteurs d'avions français pendant la Première Guerre mondiale, les ascenseurs de la tour Eiffel, la gare d'Orsay et le pont Alexandre-III.

## Histoire
L'histoire du groupe Fives prend racine dans celles des sociétés Cail et Fives-Lille créées au XIXe siècle.

### Histoire de Cail (1812-1958)

#### De la distillation du sucre aux locomotives à vapeur (1812-1881)
Le chimiste Charles Derosne, l'un des premiers en France à fabriquer le sucre de betterave en le blanchissant à l'aide de noir animal, fonde en 1812 un atelier de chaudronnerie pour la fabrication d'appareils de distillation au 7 rue des Batailles (à l'emplacement de l'actuelle avenue d'Iéna) à Chaillot. Les appareils de la Société Ch. Derosne sont rapidement employés par les raffineurs de sucre dans le nord de la France et à l'étranger. Jean-François Cail entre dans l'entreprise de Derosne en 1824 comme apprenti. Une relation se crée entre les deux hommes et, le 4 mars 1836, il est associé de la nouvelle Société Ch. Derosne et Cail, qui rassemble une cinquantaine d'ouvriers. L'entreprise prend de l'ampleur et s'agrandit pour atteindre 20 000 m2, l'usine s'étendant jusqu'au quai Debilly.

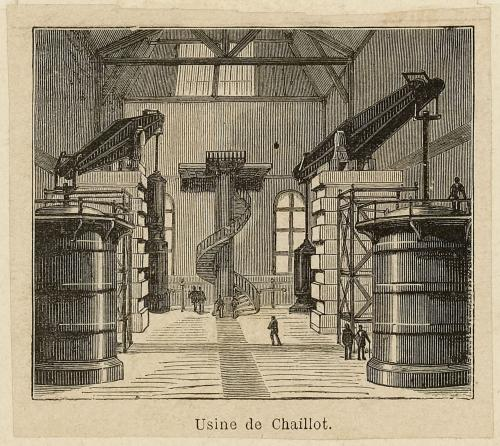
Usine Cail de Chaillot.

La Société Ch. Derosne et Cail diversifie ses activités en s'engageant dans la construction de machines à vapeur pour locomotives, puis de locomotives et la fabrication de ponts métalliques. Le siège social de l'entreprise est situé au 46 quai Debilly. En mars 1838 Schneider Frères et Cie passe commande de huit chaudières tubulaires pour ses locomotives destinées à la Compagnie du chemin de fer de Saint-Étienne à Lyon et à celle du Paris à Versailles par Saint-Cloud. En 1844, la société ouvre un atelier à Denain. En janvier 1845, la Compagnie des chemins de fer du Nord passe commande de huit locomotives de vitesse. Pour concrétiser ce premier marché, Derosne et Cail organise en six mois leurs ateliers, avec à Chaillot des ateliers d'outillage et de montage et à Denain et Grenelle des ateliers de forge, fonderie et chaudronnerie. Ainsi jusqu'à 25 locomotives à la fois étaient montées à l'usine de Chaillot, à partir des éléments fabriqués à l'usine de Grenelle sur l'autre rive de la Seine ouverte en 1846, chaudières avec leurs tubes de laiton, roues avec leurs bandages et essieux. Après montage, elles étaient peintes et vernies à Chaillot puis transportées jusqu'à la ligne de ceinture sur des chariots de 16 à 18 tonnes tirés par des dizaines de chevaux. L'usine de Chaillot continuait en parallèle la fabrication de matériels sucriers, chaudières servant à l'évaporation et à la cuisson des jus, et construisait diverses machines pour les réseaux ferroviaires.

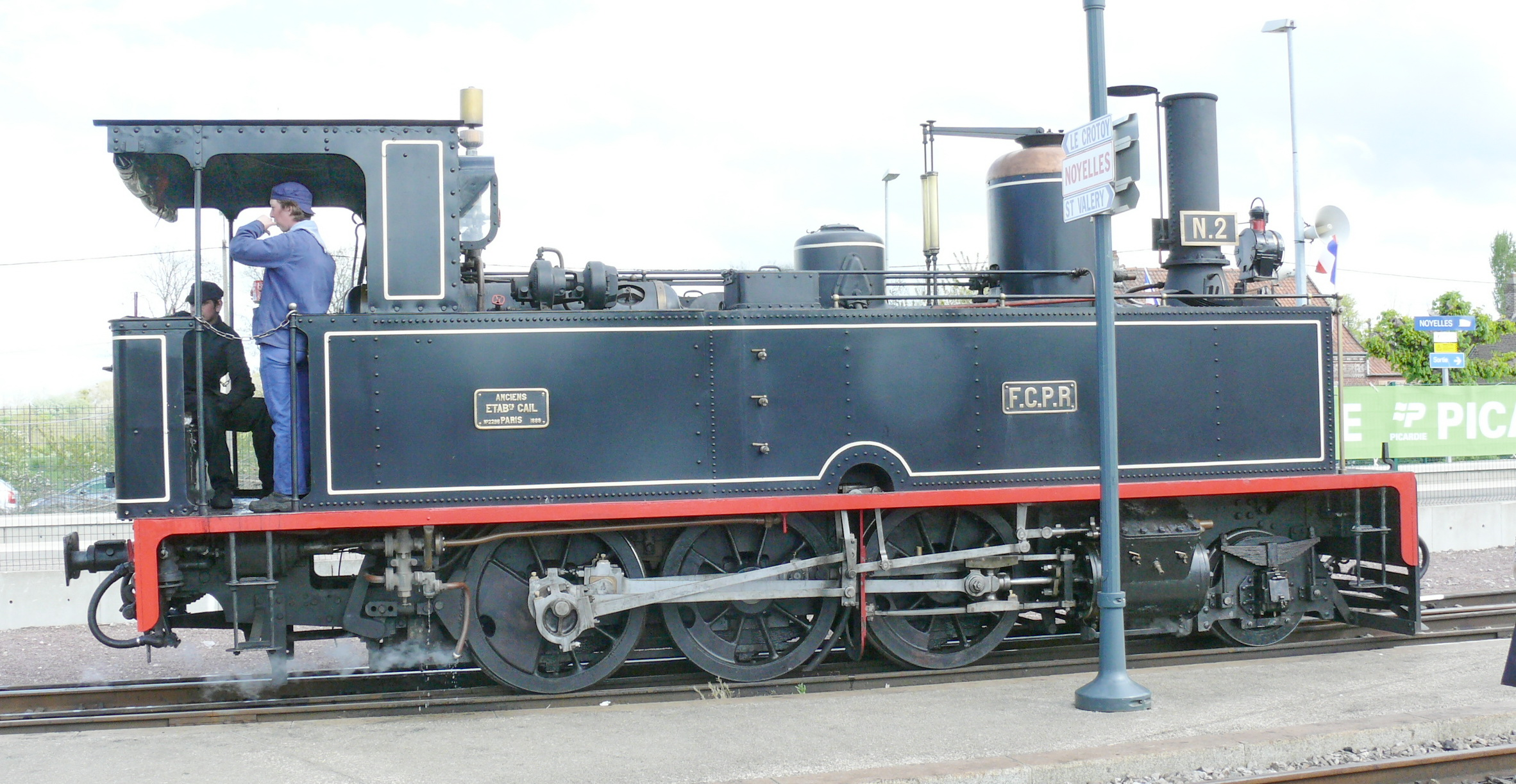
Locomotive construite par les Anciens Établissements Cail en 1889 et préservée au CFBS

En 1846, à la mort de Charles Derosne, Jean-François Cail lui succède. L'entreprise qui avait acquis en 1846 la licence d'exploitation de l'ingénieur anglais Thomas Russel Crampton était en mesure de produire en 1848 quatre locomotives par semaine soit plus que les plus grands établissements anglais. À la révolution de 1848, Jean-François Cail abandonne la direction de son entreprise et l'usine de Grenelle est choisie le 26 mars 1848 pour expérimenter une forme d'autogestion ouvrière qui fut un échec. La production chuta de 68 locomotives en 1848 à 35 en 1849 et aucune ne fut livrée en 1850.
À la suite de ces difficultés économiques, la Société Ch. Derosne et Cail disparaît et est remplacée par la Société J.F Cail & Cie. Cette dernière reprend les actifs de la précédente. C'est alors la plus grande entreprise industrielle de Paris possédant une usine de montage de locomotives et un bureau d'études au siège dans le quartier de Chaillot et d'autres usines dans le quartier de Grenelle sur l'autre rive de la Seine, à Denain, Valenciennes, Douai et Bruxelles. L'usine de Chaillot, qui emploie près de 1 000 ouvriers, détruite par un incendie dans la nuit du 24 au 25 décembre 1865, n'est pas reconstruite, son activité étant transférée aux ateliers de Grenelle.
En septembre 1861, la Société J.F Cail & Cie passe un accord de coopération avec la nouvelle Société Parent, Schaken, Caillet et Cie, devenant deux mois plus tard Participation JF Cail, Parent, Schaken, Houel et Caillet, Paris et Fives-Lille. Cet accord expire en janvier 1870.
En 1870, la Société J.F Cail est en liquidation. La Nouvelle Société J.F Cail la remplace. Son fondateur Jean-François Cail meurt l'année suivante. La guerre de 1870, la concurrence de l'industrie allemande et le décès de Jean-François Cail viennent mettre en difficulté l'entreprise.

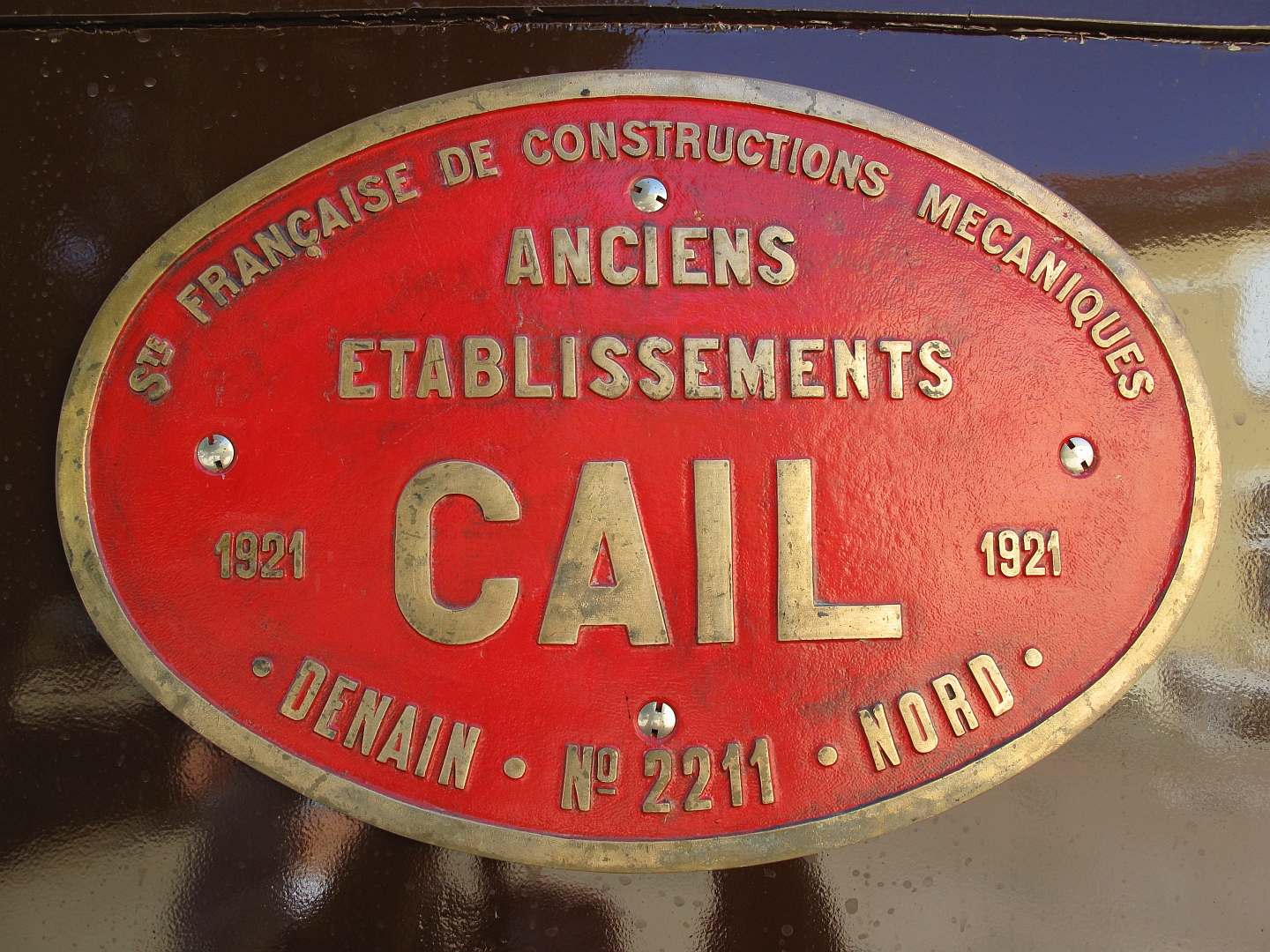
Plaque de constructeur SFCM anciennement Cail, de 1921.

La Société J.F Cail & Cie disparaît en 1883, remplacée par la Société anonyme des Anciens Établissements Cail avec un capital de 20 000 francs. Plusieurs banques participent alors à sa constitution : le  Crédit lyonnaisn la Banque de Paris et des Pays-Bas et le Comptoir national d'escompte de Paris. Le 9 janvier 1890 est constituée une nouvelle Société Anonyme des Anciens Établissements Cail, avec un capital réduit à 10 millions de francs réparti en 20 000 actions de 500 francs. Son siège social se trouve à Paris, 16 rue de Grenelle. Le personnel est de 600 ouvriers. Elle fabrique des appareils frigorifiques et des torpilleurs, tout en maintenant l'activité liée au matériel ferroviaire, aux sucreries et à l'outillage lourd.
2 360 locomotives sont fabriquées les sociétés Cail entre 1845 et 1889, des ponts comme le pont d'Arcole, l'ascenseur du troisième étage de la tour Eiffel, le théâtre des Bouffes-du-Nord, la charpente métallique de la gare du Musée d'Orsay, etc..

#### Des difficultés pour les établissements Cail (1898-1958)
Les Anciens Établissements Cail sont remplacés par la Société française de constructions mécaniques (SFCM) en 1898, société anonyme au capital de 12 000 000 de francs constituée le 30 août 1898. Le siège social se trouve à Paris, 21 rue de Londres, puis 14 rue Cambacérès. La direction générale est elle au 28, rue de Lille à Douai et par la suite à Denain (Nord). L'entreprise est redressée par Louis Le Chatelier.
Les usines se situent à Denain et Douai dans le nord de la France et les fonderies à Albert dans le Somme. L'usine de Denain possède une superficie de 50 hectares et emploie 6 000 personnes. Dans l'entre-deux-guerres, une nouvelle organisation du travail est mise au point (approvisionnement, formation des ouvriers, contrôle des résultats). L'entreprise continue de se diversifier en fabriquant des laminoirs et du matériel sidérurgique.

### Histoire de Fives-Lille (1861-1958)

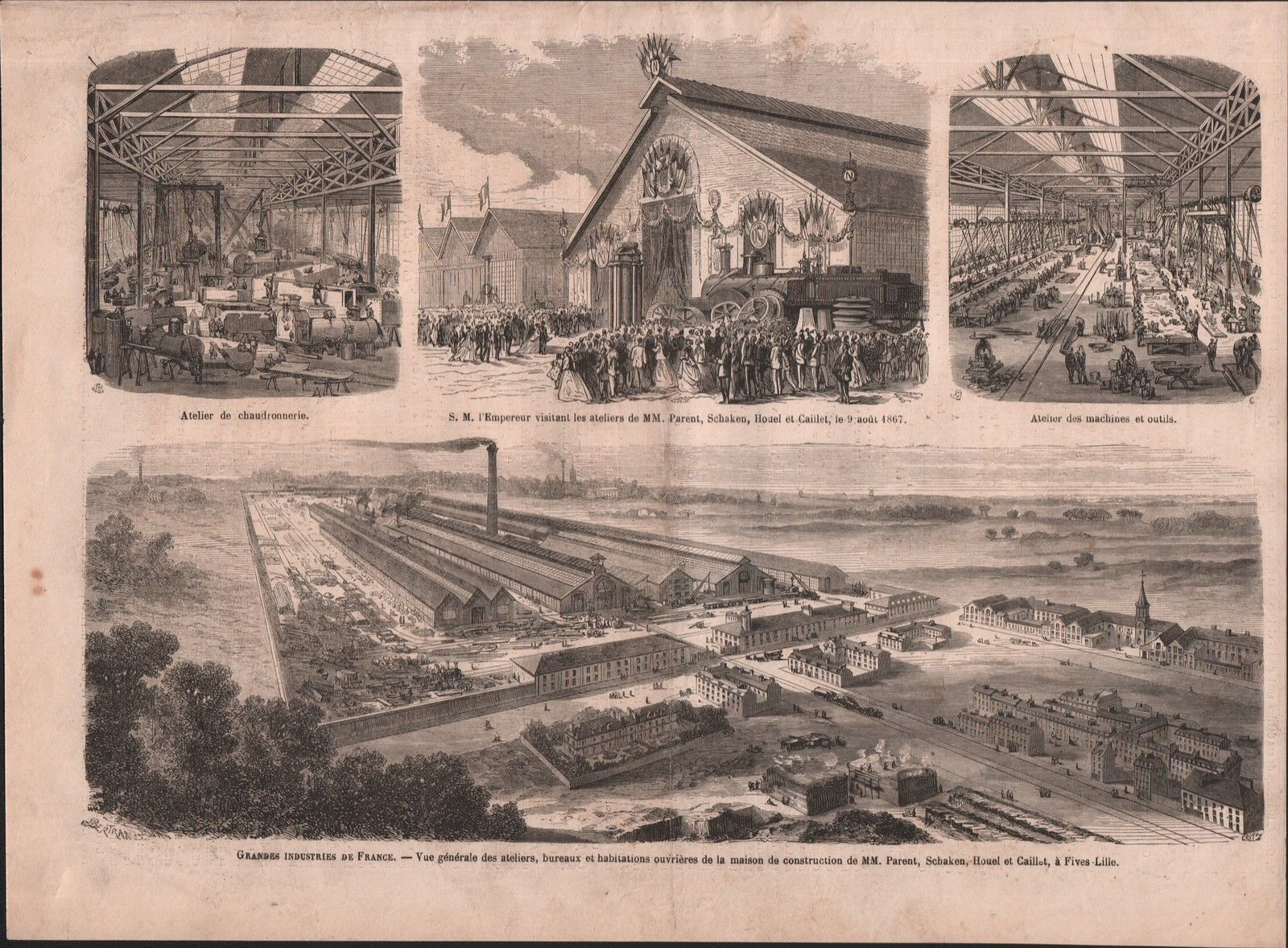
Vue des usines à Fives-Lille et visite de Napoléon III en 1867.

La société Parent, Schaken, Caillet et Cie, spécialisée dans la construction de voies de chemin de fer et locomotives, est fondée le 6 octobre 1861 par Basile Parent et Pierre Schaken. Les ateliers se trouvent à Fives (Lille) sur un terrain de 10 hectares et à Givors dans le Rhône. En 1854, Basile Parent et Pierre Schaken obtiennent un premier contrat de durée six ans de la part de la Compagnie du chemin de fer du Grand Central et louent les ateliers d'Oullins.
Un an après son installation, l'usine de Fives compte déjà 1000 ouvriers. Quatre ans plus tard, en 1865, le site abrite 95 forges, 500 machines-outils, 1 500 salariés et peut produire jusqu'à 80 locomotives par an. Il est le premier constructeur français de matériels ferroviaires.

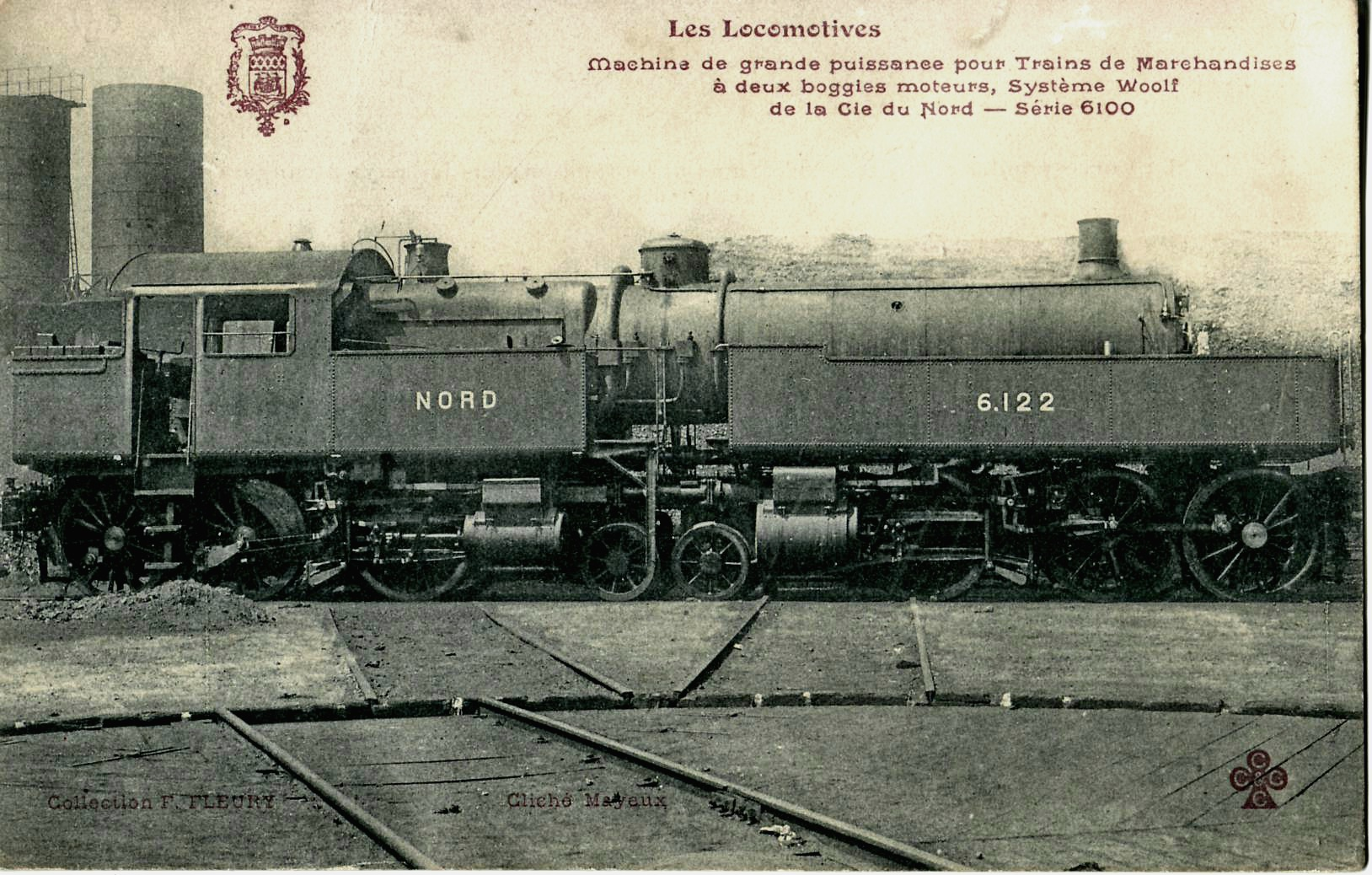
Locomotive du Bousquet 6.122 de la Compagnie des chemins de fer du Nord.

Dès 1861, les deux sociétés Cail et Fives-Lille forment une coentreprise : la « participation Cail, Parent, Schaken, Houel, Caillet, à Paris et Fives-Lille »,. Cette coopération conduit à la réalisations de locomotives, ponts, viaducs, charpentes métalliques.
Le 13 décembre 1865, la société devient la société à responsabilité limitée Compagnie de Fives-Lille. Son capital est de 6 millions de francs et son siège social se trouve à Paris, 64 rue Caumartin. Une partie de la production des roues et essieux de wagon a lieu à Givors dans le Rhône. Le 5 novembre 1868, l'entreprise est transformée en la société anonyme « Compagnie de Fives-Lille pour constructions mécaniques et entreprises »,,. En 1868, la Compagnie Fives-Lille, dans l'usine de Givors augmente sa capacité de production et produit des charpentes métalliques, des ponts en fer.
Quand la participation prend fin en 1870, la société Fives-Lille ajoute à ses activités la construction de matériel de sucrerie, secteur qui avait été réservé à Jean-François Cail et Charles Derosne.
En 1877, la société Fives-Lille a de nombreuses agences à l'étranger : en Russie, en Autriche, en Italie, en Espagne et Portugal, en Egypte, aux Antilles, à Maurice, à Bourbon, à Java et au Brésil. La société subit la crise économique qui s'installe en France après le krach de la bourse de Paris en 1882. Le secteur des constructions mécaniques et métalliques est en effet très impacté avec une importante baisse de la demande en matériel ferroviaire. Fives-Lille se lance alors dans la construction de lignes ferroviaires complètes dans des régions du monde non dotées du ferroviaire. Elle y acquiert une renommée grâce à ses ouvrages d'art d'une grande technicité.
Dès la fin du XIXe siècle, Fives-Lille promeut le développement de l'expertise en machines à vapeur et en ingénierie à Lille ; elle soutient l'école des ouvriers chauffeurs mécaniciens et contribue à la formation des élèves-ingénieurs de l'Institut industriel du Nord, devenu aujourd'hui École centrale de Lille.
En novembre 1901, les nouveaux ateliers de Fives-Lille peuvent mettre en chantier 80 locomotives par an. Ils produisent les machines du Transsibérien. Ils fournissent en même temps l'artillerie lourde des cuirassés Léon Gambetta et Jules Ferry.
De 1861 à 1905 sortent des ateliers de Fives plus de 2000 ponts de chemin de fer, une centaine de ponts routiers, des gares de chemins de fer, plus de 2000 locomotives. Elle tient sa renommée internationale à quelques ouvrages emblématiques : une ligne du métro parisien, les ascenseurs hydrauliques de la tour Eiffel, la gare d'Orsay, le pont Alexandre-III. À l'international, elle a notamment réalisée deux ponts sur le Nil en Égypte, des machines à vapeur en Guyane, des usines sucrières en Australie et est intervenue également en Espagne, en Hongrie, en Roumanie ou au Brésil.
L'industrie d'armement occupe pendant les guerres l'usine de Lille. Elle emploie, en 1914, environ 1 000 ouvriers qui rejoignent l'usine de Givors avant l'occupation de la ville par les troupes allemandes. L'usine se développe et à la fin de 1918, le site de Givors emploie plus de 8 000 ouvriers. Dans l'entre-deux-guerres, la firme enclenche les démarches de diversification afin de retrouver une rentabilité. En 1933, la Compagnie de Fives-Lille diversifie son activité dans le domaine de la cimenterie en absorbant les Établissements Dalbouze et Brachet.
Pendant la Seconde Guerre mondiale, l'usine de Lille est réquisitionnée par l'occupant allemand. Elle va devenir une cible stratégique pour les alliés
, en raison de sa production de matériel ferroviaire utilisé par les Allemands. L'usine va faire l'objet d'un spectaculaire attentat en juin 1943, agencé par le capitaine Michel, nom dans la résistance de Michel Trotobas, et sera paralysée pendant deux mois.
En 1950, lors de la grève des dockers de 1949-1950, ses locomotives partant vers la Guerre d'Indochine sont bloquées sur le Port de Dunkerque.

### Fusion entre deux entreprises proches et création d'une holding (1958-1980)
Ébauchée dès le début du XXe siècle, la fusion entre Fives-Lille et Cail intervient finalement en 1958. La nouvelle société Fives-Lille Cail se distingue à l'international, le groupe devenant l'un des leaders mondiaux pour la construction de cimenteries. La fusion des deux entités avait souvent été envisagée : les deux entreprises œuvrent sur des créneaux proches, les usines sont géographiquement proches, les relations existent depuis longtemps. Elle est présentée aux conseils d'administration des sociétés comme une opportunité et une nécessité en raison de la création du marché commun européen : pour affronter la concurrence induite par la création de ce marché, il faut former des entités plus puissantes pouvant diminuer les prix, par gains de productivité, mise en commun des capacités (bureaux d'études, production,...), améliorer les délais, moderniser les installations en se dotant de moyens plus importants. Un des objectifs majeurs consiste à gagner de nouveaux marchés à l'étranger, celui-ci représentant déjà environ la moitié des clients du nouveau groupe. Cette fusion a été possible grâce à une entente entre la Banque de Paris et des Pays-Bas à laquelle est liée Fives-Lille, le Crédit lyonnais et la Banque de l'Union parisienne auxquels est liée Cail.
En 1958, Fives-Lille-Cail obtient la médaille d'or à l'exposition universelle de Bruxelles de 1958. Fives-Lille-Cail crée en 1959 une filiale paritaire, Fives-Penhoët, avec les Chantiers de l'Atlantique. Il absorbe plusieurs sociétés dont Applevage en 1963, Maison Breguet (sucrerie) et sa filiale la Société de constructions électriques Breguet-Sautter-Harlé (construction mécaniques et électriques) en 1966. En 1964, Jacques Joly prend la direction de Fives-Lille-Cail. Il transforme le groupe désorganisé et déficitaire en un « ensemble cohérent et bénéficiaire ». Les activités de Fives-Lille-Cail sont regroupées en grands secteurs d'équipements industriels : sidérurgie, mécanique, cimenterie et matériel de manutention. D'autres activités sont cédées, le nombre des employés du groupe diminuant ainsi de plus de 60 %.
Autour de Fives-Lille-Cail se forme en 1968 une holding nommée la Compagnie industrielle et financière Fives-Lille-Cail. Elle possède en 1970 cinq usines employant six mille personnes et ses activités sont la construction de sucreries, de cimenteries, celle d'appareils lourds de manutention et de levage, la production d'équipements pour usines sidérurgiques. Elle possède une usine sidérurgique à Denain. La construction de turbines a été cédée, en mai 1969, à la Compagnie électromécanique. Le principal actionnaire connu de Fives-Lille-Cail est la Banque de Paris et des Pays-Bas (11,26 %).
En 1970, la Compagnie industrielle et financière Fives-Lille-Cail et la Société française des constructions Babcock et Wilcox, fondée en 1906, fusionnent, cette dernière étant dissoute et ses actifs apportés à la première qui devient la Compagnie industrielle et financière Babcock-Fives,. La société fusionnée, première entreprise française de grosse mécanique, contrôle ainsi deux entreprises industrielles Fives-Lille-Cail (grosse mécanique) et Babcock-Atlantique (grosse chaudronnerie), qui restent autonomes. Elles sont toutefois déjà associées depuis 1967 pour la construction de chaudières et d'échangeurs nucléaires. Babcock-Atlantique est présent dans le domaine de la thermique, de l'énergie nucléaire, du froid industriel et de la mécanique lourde. Cette société dispose de cinq usines employant 4750 personnes. En 1973, Fives-Lille-Cail fusionne finalement avec le chaudiériste Babcock-Atlantique, en difficultés, pour donner naissance à la société Fives-Cail-Babcock (FCB), la propulsant au premier rang de la mécanique lourde française.
Fives-Cail-Babcock opte pour une stratégie de croissance externe pour se positionner sur les marchés européens et mondiaux. FCB se diversifie aux industries agroalimentaires, du ciment, de la cellulose et du sucre, dont il est en capacité de fournir des installations complètes. Les entreprises rachetées sont la Société Venot-Pic en 1975, spécialisée dans les mines, Henri Lardet en 1977, spécialisé dans les générateurs à tubes d'eau, Pierre Guérin en 1978, appareils pour l'agroalimentaire, Cartier en 1979, matériels de laiterie et fromagerie, Caillard en 1981, levage, Syprim SA en 1983, manutention des charges isolées, Struthers Wells en 1986, ingénierie pétrochimie et la Société d'Exploitation d'Usines Métallurgiques (SEUM) en 1987, chaudronnerie-chaudières.

### Restructuration du groupe Fives-Lille (1980-2000)

Ancien logo du Groupe Fives-Lille.

La société holding Babcock-Fives reprend en 1980 l'appellation historique de Compagnie de Fives-Lille. Sous la direction de Raymond Fauvart, PDG depuis 1981, Fives-Lille tente de reprendre Creusot-Loire en 1984 contre l'avis d'une partie de son conseil d'administration — une opération qui échouera — et se lance dans la distribution grand public avec Nasa Electronique, acquis fin 1983. Cette aventure se solde par un échec avec la liquidation de la société trois ans plus tard et la condamnation de Fives-Lille en 1991 à verser 400 millions de francs au titre de comblement de passif. En février 1987, la Compagnie de Fives-Lille rachète Stein Heurtey, leader mondial des fours industriels et des équipements thermiques. Son dirigeant, André Launois, devient deux mois plus tard PDG de Fives-Lille.
Entre 1987 et 1996, le groupe abandonne peu à peu ses activités de fabrication et se concentre sur l'ingénierie. Les effectifs passent de 7200 salariés en 1975 à 3 000 en 1985. La direction quitte le siège social de la rue Montalivet à Paris, proche de l'Élysée, et s'installe à Montreuil, en banlieue parisienne. L'usine de Denain est vendue en 1987, ainsi que la filiale Babcock en 1989 — Fives-Cail-Babcock étant renommé simplement FCB — et le site de Givors en 1990. Au début des années 1990, les activités des filiales de Fives-Lille sont les équipements mécaniques lourds pour sucreries et cimenteries avec FCB, le matériel thermique avec Stein-Heurtey, la tuyauterie industrielle avec Nordon et la combustion avec Pillard. En 1995, le carnet de commandes du groupe croit et retrouve un niveau élevé. Après dix années de baisse d'activité dans l'industrie sucrière, FCB décroche avec SucDen un contrat de 400 millions de francs en Russie. Le groupe se déleste de sociétés périphériques en difficultés et veut consolider ses points forts. Ainsi il se sépare en 1996 de la société de manutention portuaire Caillard, de l'activité de tunnelier de FCB, ou encore de la filiale brésilienne de chaudronnerie Nordon Industrias Metalurgicas (NIM).
Dirigée depuis 1994 par Jean-Pierre Capron, ex-PDG de Renault V.I., le groupe acquiert en 1997 l'entreprise Cinetic Industries (système intégré de manutention) et se développe dans le secteur de l'automobile avec le rachat d'autres entreprises plus petites spécialisées dans les domaines des lignes automatisées d'assemblage, des systèmes de lavage de pièces en cours d'usinage et des machines de rectification de pièces de moteurs. Alors que 65 % du chiffre d'affaires est encore réalisés en France, Fives-Lille se lance dans un développement international avec l'ouverture d'un bureau en Chine et le rachat de la division automation, aux États-Unis, du conglomérat Ingersoll Rand,. La fermeture en 2001 de l'usine historique de FCB dans le quartier de Fives à Lille marque le point final de l'arrêt de ses activités de fabrication.
Chronologie des fusions ayant amenées à l'entreprise Fives-Cail-Babcock, devenue la filiale FCB du groupe Fives

### Renouveau du groupe Fives grâce à l'innovation (depuis 2001)
En 2001, la Compagnie de Fives-Lille est vendue par son actionnaire principal Paribas au fonds suédois Industri Kapital et quitte la cotation de la bourse. Dans les années 2000, sous la houlette de Frédéric Sanchez, entré dans le groupe en 1990, nommé directeur général en 1997 puis président en 2002, le groupe met en œuvre une stratégie de recentrage et se réoriente dans des procédés innovants (machines de haute précision, process technologies, automatisation etc.). Le groupe acquiert Landis, renforçant sa branche automobile, puis les systèmes de tri de Sandvik, lui permettant de développer une offre innovante dans le domaine logistique. Le groupe industriel devient une société d'ingénierie mondiale aux activités diverses, misant sur la recherche et l'innovation. Fives-Lille conserve des activités dans l'industrie lourde avec des cimenteries au Qatar ou encore des aciéries en Chine. À partir de 2006, Fives installe pour le sidérurgiste Baosteel deux lignes de galvanisation destinées au marché automobile chinois, puis en conçoit également pour Shougang Jingtang, industriel chinois de l'acier. Fives robotise les lignes d'assemblage de Chrysler, GM ou PSA. Le groupe dispose alors de plus de 80 filiales dans 30 pays, doublant son chiffre d'affaires en dix ans, réalisé à 70 % hors d'Europe.
En 2004, Barclays PE reprend Fives-Lille à Industri Kapital pour 320 millions d'euros. En 2006, Charterhouse acquiert la majorité du groupe Fives-Lille, Barclays PE conservant 6 % tandis que le management grimpe à 40 % du capital. En 2007, le groupe adopte une nouvelle identité de marque : « Fives-Lille » devient « Fives », un dénominateur ajouté aux noms de l'ensemble des filiales du groupe. En 2009, le groupe acquiert North American Combustion, l'un des leaders mondiaux des systèmes de combustion et des brûleurs haute température. Fin 2010, l'américain Bronx International et sa filiale britannique Bronx Taylor-Wilson intègrent le groupe Fives qui renforce ses activités dans la métallurgie avec un groupe leader dans les équipements de finition et la production de tubes en acier et en métaux non ferreux. En 2013, Fives rachète MAG Americas — fabricant de machines-outils via les sociétés Giddings & Lewis, Cincinnati et Forest-Liné — auprès du groupe allemand MAG (de). Le groupe français acquiert ainsi des savoir-faire dans l'usinage haut de gamme et la dépose des composites. MAG Americas représente un chiffre d'affaires de 400 millions de dollars, dont deux tiers en Amérique du Nord, avec 1 000 salariés répartis dans cinq pays (USA, Canada, Chine, Corée du Sud et France),. Dépassant 1,5 millard d'euros de chiffre d'affaires (contre 750 millions d'euros dix ans auparavant), l'ETI Fives est devenue une grande entreprise. En 2016, Fives crée AddUp, une coentreprise avec Michelin, spécialisée dans la fabrication additive.
En mars 2025, le groupe Fives signe une promesse de vente avec le groupe suédois Alfa Laval pour lui vendre son activité cryogénie pour 800 millions d'euros. Fives Cryogenics représente 200 millions d'euros de chiffre d'affaires en 2024 pour 700 salariés, répartis sur des sites de production en France à Golbey (Vosges), en Chine et en Suisse.

## Activités
Fives est présent dans 19 secteurs d'activité regroupés en 6 domaines : énergie (21 %) ; ciment (19 %) ; automobile (19 %) ; métal (16 %) ; aéronautique (14 %) et l'industrie. En 2017, 30 % de l'activité est réalisé en Amérique, 30 % en Europe, 22 % en Asie-Océanie et 18 % en Afrique-Moyen-Orient. 42 % du chiffre d'affaires se fait dans les pays émergents.
Fives a organisé ses activités sous trois grands domaines :
- les machines de hautes précisions
  - l'usinage avec Fives Machining (ex-Cinetic Machining) et Fives Machining Systems Inc. (ex-MAG Americas, acquis en 2013), via les marques Cincinnati, Dufieux[61], Forest-Liné, Giddings & Lewis et Liné Machines ;
  - les procédés de meulage de haute précision avec Fives Landis (ex-Landis Grinding Systems, acquis en 2005[62]) ;
  - les outils de coupe avec Fives Landis ;
  - les systèmes laser dans les chaînes de production avec Fives Cinetic[63]
  - les équipements de remplissage, d'étanchéité et de test de précision pour les chaînes de production avec Fives Filling & Sealing ;
  - les solutions de fabrication de composites avec Fives Machining, Fives Machining Systems Inc. et Fives Lund (ex-Lund Engineering, acquis en 2015[64]) ;
  - la fabrication additive avec AddUp.

- les technologies des procédés

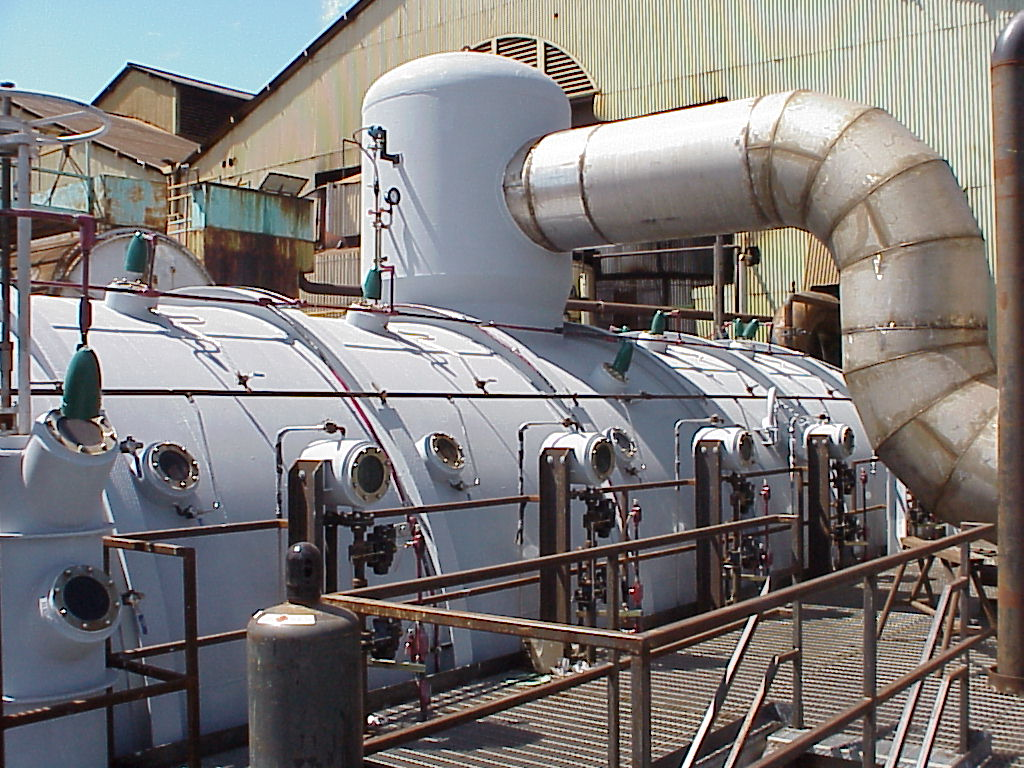
Bac à vide continu Fives Fletcher utilisé pour la cristallisation du sucre à Hawaï.

  - l'aluminium avec Fives Solios et Fives ECL (acquis en 2015[65]) ;
  - le ciment et minéraux avec Fives FCB, filiale historique du groupe ;
  - l'énergie : la combustion avec Fives North American Combustion, Fives Pillard et Fives ITAS (acquis en 2014), la cryogénie avec Fives Cryo, et la simulation des procédés industriels avec Fives ProSim (acquis en 2023[66]) ;
  - le sucre, activité historique de Cail, avec Fives FCB, Fives Cail et Fives Fletcher ;
  - le verre avec Fives Stein ;
  - l'acier avec Fives Steel, Fives Stein, Fives DMS et Fives Keods (acquis en 2012[67]), et les tubes en acier avec Fives OTO (acquis en 2013[68]) et Fives Bronx via les marques Abbey, Bronx, Taylor-Wilson ;
  - le chauffage par induction avec Fives Celes.

- les solutions d'automatisation intelligentes
  - les systèmes automatisés et robotisés pour l'industrie avec Fives Cinetic[69] ;
  - le logiciel avec Fives DyAG ;
  - le convoyage et la manutention automatisées  avec Fives Conveying ;
  - l'intralogistique avec Fives Intralogistics et Fives Syleps (acquis en 2017[70]).

Les activités transverses du groupe sont :
- la maintenance avec Fives Maintenance,
- la tuyauterie industrielle avec Fives Nordon,
- les solutions numériques avec Fives CortX[71].

## Organisation

### Implantation géographique

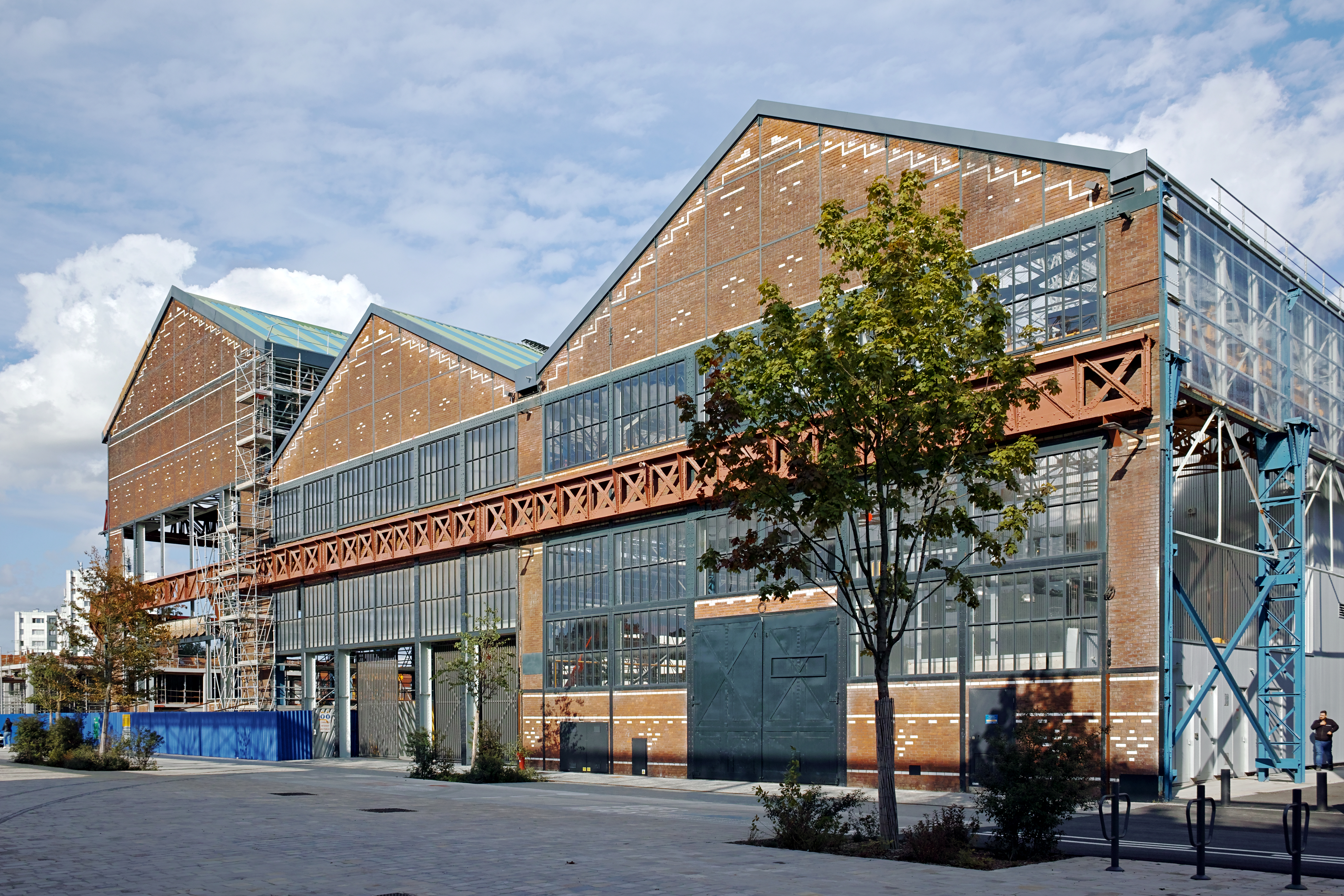
Les halles réhabilitées du site Fives Cail, à Lille.

Les lieux de production historiques de Fives-Lille Cail étaient implantés à Fives (Lille), à Denain dans le Nord et à Givors dans le Rhône. Les sites de Fives et Givors sont devenus des friches industrielles. Réhabilitées, ces friches adoptent de nouveaux usages : à Lille un lycée hôtelier, de la restauration, une ferme urbaine, une piscine et des logements ; à Givors un village d'entreprises industrielles. À Denain, la Fonderie et aciérie de Denain a pris la place de Fives-Cail-Babcock.
Le siège social du groupe est situé à Paris au 3 rue Drouot depuis 2017. Il était auparavant situé au 27-29 rue de Provence de 2008 à 2017 et au 38 rue de la République à Montreuil de 1988 à 2008. En 2024, le groupe emploie la moitié de ses salariés en France, soit environ 4 500. Le groupe, historiquement implanté dans le Nord, reste très présent dans ce département. S'y trouvent l'entreprise Fives ECL à Ronchin, le centre de recherches de l'entité ciment (Fives FCB) à Noyelles-lès-Seclin, le bureau d'études FCB à Villeneuve-d'Ascq et Fives DMS qui a quitté Noyelles-lès-Seclin pour s'installer à Lezennes en 2019.
Le groupe est également très présent dans la région lyonnaise avec Fives Solios à Givors, Fives Intralogistics qui a délaissé ses sites de Grigny et Chaponost pour s'installer à Chasse-sur-Rhône en 2020, Fives CortX à Vénissieux et Villemoirieu et enfin un site de Fives Machining à Saint-Priest (anciennement implanté à Vaulx-en-Velin).
À Marseille, Fives Pillard et l'antenne française de Fives North American Combustion se sont dotées d'un nouveau siège en 2024.

### Résultats financiers
Les données financières suivantes sont indiquées en millions d'euros.
| Années             | 2002 | 2003 | 2004 | 2005 | 2006  | 2007  | 2008  | 2009  | 2010  | 2011  | 2012  | 2013  | 2014  | 2015  | 2016  | 2017  | 2018  | 2019  | 2020  | 2021  | 2022  | 2023  |
| ------------------ | ---- | ---- | ---- | ---- | ----- | ----- | ----- | ----- | ----- | ----- | ----- | ----- | ----- | ----- | ----- | ----- | ----- | ----- | ----- | ----- | ----- | ----- |
| Chiffre d'affaires | 729  | 702  | 877  | 914  | 1 025 | 1 137 | 1 352 | 1 283 | 1 049 | 1 268 | 1 508 | 1 626 | 1 561 | 1 718 | 1 779 | 1 896 | 1 951 | 1 999 | 1 610 | 1 724 | 2 027 | 2 395 |
| Résultat net       | 18,9 | 19,5 | 28,2 | 21,6 | 24,4  | 32,9  | 35,2  | 25,9  | 43,0  | 41,0  | 52,3  | 44,6  | 75,4  | 55,6  | 4,0   | 1,9   | -19,9 | -22,6 | -74,8 | 17,5  | 9,8   | -2,2  |

### Actionnariat
Ardian est actionnaire minoritaire du groupe depuis 2012. En 2018, la Caisse de dépôt et placement du Québec (CDPQ) et le fonds de pension canadien PSP Investments (en) rejoignent le capital de Fives, aux côtés d'Ardian et du management de Fives, valorisant le groupe à près d'1,5 milliard d'euros. En 2024, Bpifrance prend une participation minoritaire avec une augmentation de capital de 150 millions d'euros.

### Effectifs
Les effectifs de Fives se répartissaient en 2023 comme ceci : 49 % en France, 15 % dans le reste de l'Europe, 22 % en Amérique et 14 % en Asie, Afrique et Océanie.
| Années            | 2002  | 2003  | 2004  | 2005  | 2006  | 2007  | 2008  | 2009  | 2010  | 2011  | 2012  | 2013  | 2014  | 2015  | 2016  | 2017  | 2018  | 2019  | 2020  | 2021  | 2022  | 2023  |
| ----------------- | ----- | ----- | ----- | ----- | ----- | ----- | ----- | ----- | ----- | ----- | ----- | ----- | ----- | ----- | ----- | ----- | ----- | ----- | ----- | ----- | ----- | ----- |
| Nombre d'employés | 3 621 | 3 725 | 3 954 | 4 582 | 4 544 | 4 986 | 5 679 | 5 514 | 5 639 | 6 108 | 6 521 | 7 825 | 7 745 | 8 298 | 8 365 | 8 666 | 8 658 | 8 427 | 8 047 | 8 175 | 8 562 | 8 914 |

## Production et réalisations

### Locomotives à vapeur
- 030 T Ouest n° 3531 à 3540 de 1889, et n° 3573-3587 de 1897.
- 030T Voies ferrées des Landes de 1889, 6 exemplaires[89]
- 221 Nord 2.671 à 2.675 puis 221 A 31 à 35 SNCF de 1904.

### Production de locomotives
En tant que constructeur de matériel ferroviaire, Fives a livré pour[réf. souhaitée] :
- la Compagnie des chemins de fer du Nord ;
- la Compagnie des chemins de fer de l'Est : 
  - Des 040 Est pour la tranche 0642 à 0666 en 1886 ;
  - Une partie des 150 Est 150001 à 150195 (futures 1-150 E 1 à 195 de la SNCF) ;
- la Compagnie du chemin de fer Paris-Lyon-Méditerranée (PLM) : 
  - les 1CC1 3800 / 1C 1001 ;
- la Compagnie des chemins de fer de l'État : 
  - les 2D2 5400 ;
- la Compagnie du chemin de fer de Paris à Orléans : 
  - les 2D2 5500 ;
- la SNCF : 
  - les 2D2 9100, CC 7100, BB 13000, CC 14100 et BB 9400 / BB 9600.

### Locomotives préservées
Neuf locomotives construites par Fives-Lille sont protégées aux monuments historiques :
- 230 T n° E.327 - Locomotive-tender, chauffe au charbon, construite pour le Réseau Breton par Fives-Lille à Fives en 1909.  Classée MH (1987)[90]
- 030 T 5 - Locomotive-tender, construite en 1910 par Fives-Lille pour les Mines de Ferfay.  Classée MH (2004)[91]
- 141 TC 19 - Locomotive-tender, chauffe au charbon, construite par Fives-Lille à Fives en 1922.  Classée MH (1990)[92]
- 020 T no 4353 - Locomotive-tender, chauffe au charbon, construite par Fives-Lille à Givors en 1923.  Classée MH (2020)[93]
- 020 T no 1 « Vesta » - Locomotive-tender, chauffe au charbon, construite par Fives-Lille en 1927, type 142A, no 4533.  Classée MH (1985)[94]
- 2D2 5525 - Locomotive à courant continu 1500 volts, châssis rigide avec essieux porteurs type 2D2, construite par Fives-Lille à Fives et la CEM en 1933.  Classée MH (1990)[95]
- 231 E 41 - Locomotive à tender séparé, chauffe au charbon, construite par Fives-Lille à Fives en 1937.  Classée MH (2003)[96]
- 2D2 9135 - Locomotive à courant continu 1500 volts, châssis rigide avec essieux porteurs type 2D2, construite par Fives-Lille à Fives et la CEM en 1951.  Classée MH (1990)[97]
- BB 71008 - Locomotive diesel-mécanique à bogies, construite pour la SNCF par Fives-Lille-Cail et CFD en 1965.  Inscrite MH (2020)[98]

Trois locomotives construites par les Établissements Cail sont protégées :
- 040 4.853 Nord - Locomotive à tender séparé, chauffe au charbon, construite par J.F Cail & Cie en 1866.  Classée MH (1988)[99]
- 231 C 78 - Locomotive à tender séparé, chauffe au charbon, construite par Cail (Denain) en 1931.  Inscrite MH (2018)[100]
- 030 T no 2 - Locomotive-tender, chauffe au charbon, construite par les Anciens Établissements Cail en 1889, no 2296.  Inscrite MH (2019)[101]

À l'international, d'autres locomotives Fives-Lille sont aussi préservées :
- 1856: (exhibée au Centro de Artesanato) de Nazaré, Bahia (Brésil) Source : Inventário das Locomotivas a Vapor no Brasil, Regina Perez, Editora Notícia & Cia.  (ISBN 85-906677-0-7), 1871, 030T, voie métrique, opérait chez Estrada de Ferro Nazaré #2 "Visconde de São Lourenço", Brésil.
- 1898: 2C h4v CP262, locomotive à vapeur à tender séparé, type "ten wheeler", voie ibérique, mise en place au Museu Ferroviário Nacional, Entroncamento, Portugal (https://www.fmnf.pt/pt).

### Ponts

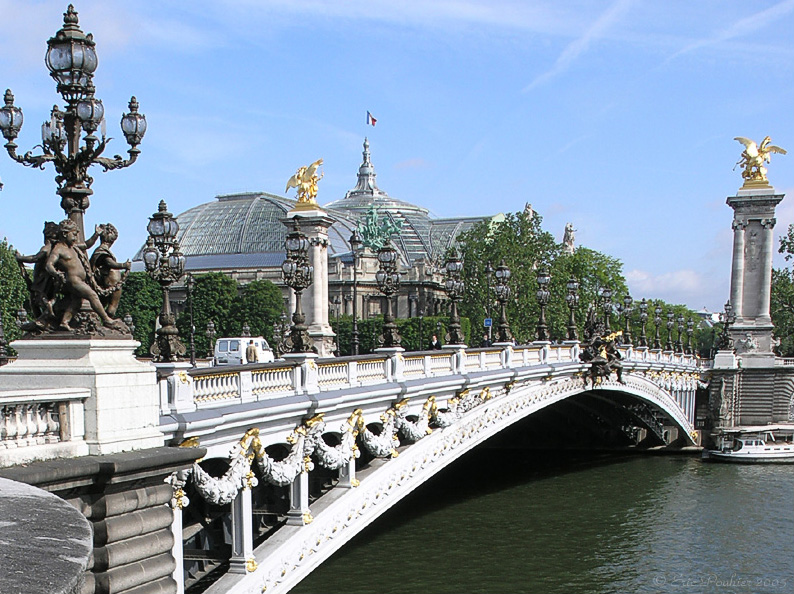
Pont Alexandre-III à Paris

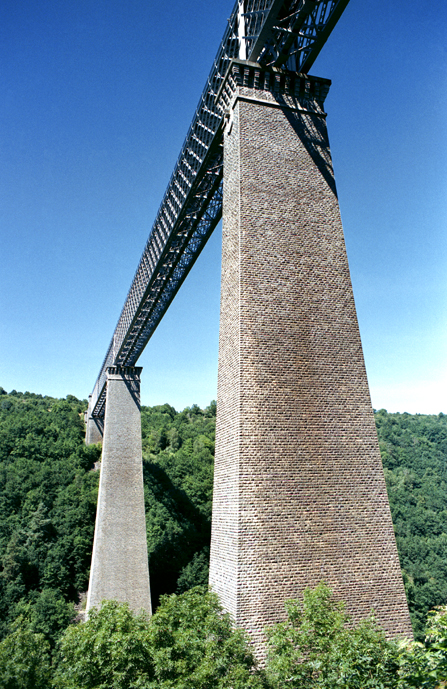
Viaduc des Fades

- Pont levant de la rue de Crimée, situé dans le 19e arrondissement de Paris, 1885.
- Pont Boieldieu (1888), à Rouen
- Pont Alexandre-III (1900) et Pont des Arts, à Paris
- Pont de Bellerive (1932) sur l'Allier entre Vichy et Bellerive-sur-Allier
- le viaduc des Fades.
- Participation au Pont de tancarville

### Autres réalisations
- Charpentes métalliques de la gare d'Orsay à Paris
- Ascenseurs de la Tour Eiffel, à Paris, pour l'exposition universelle de 1889.
- Fermes géantes de la Galerie des Machines[102]
- Participation à la mise en œuvre du complexe sidérurgique de Dunkerque (ArcelorMittal Dunkerque)[44].

### Galerie

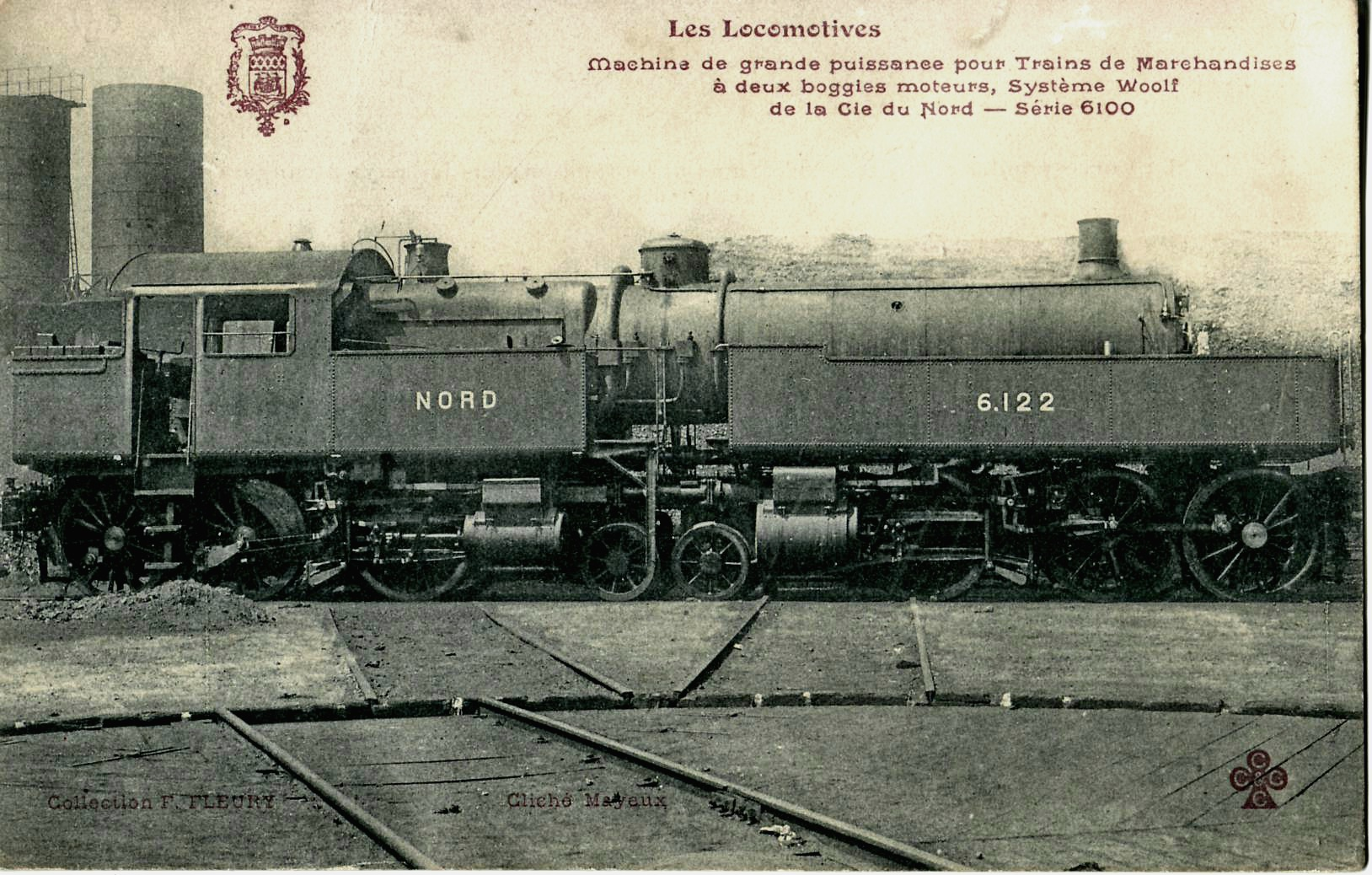
Locomotive du Bousquet 6.122 de la Compagnie des chemins de fer du Nord
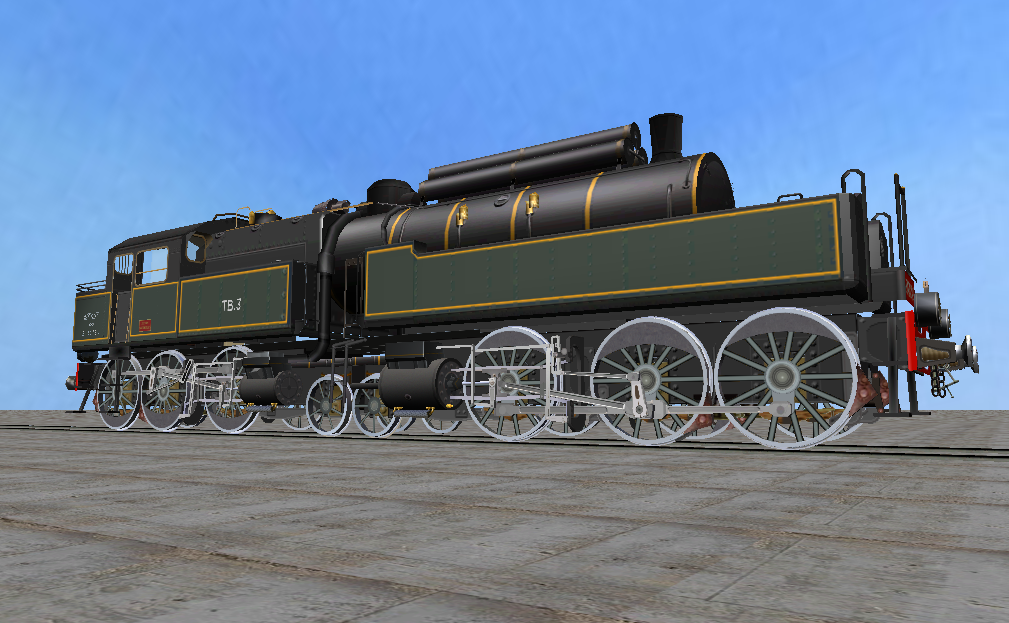
Locomotive Est 6101 Modèle Bousquet (1905)
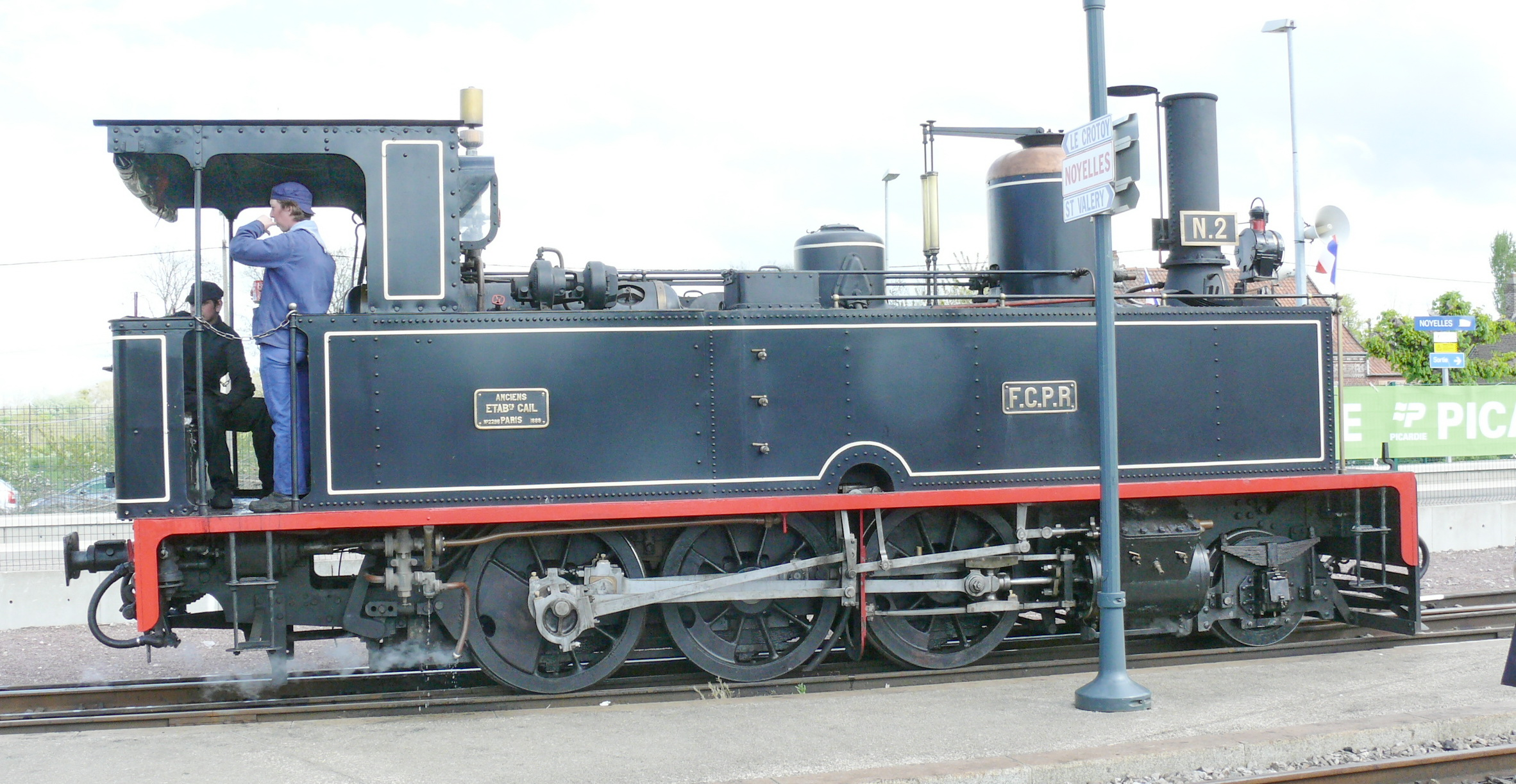
130T Cail N°2296 à voie métrique pour chemin de fer secondaire, datant de 1889
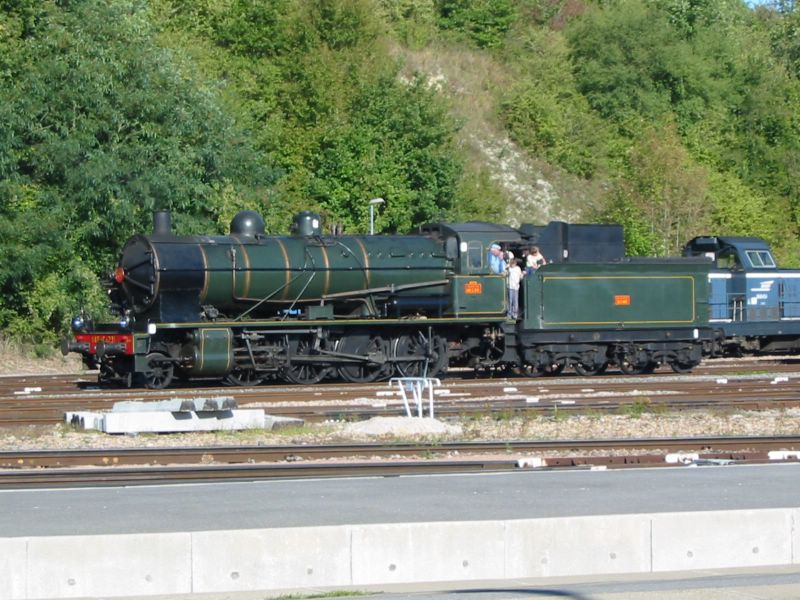
140 C (1913)
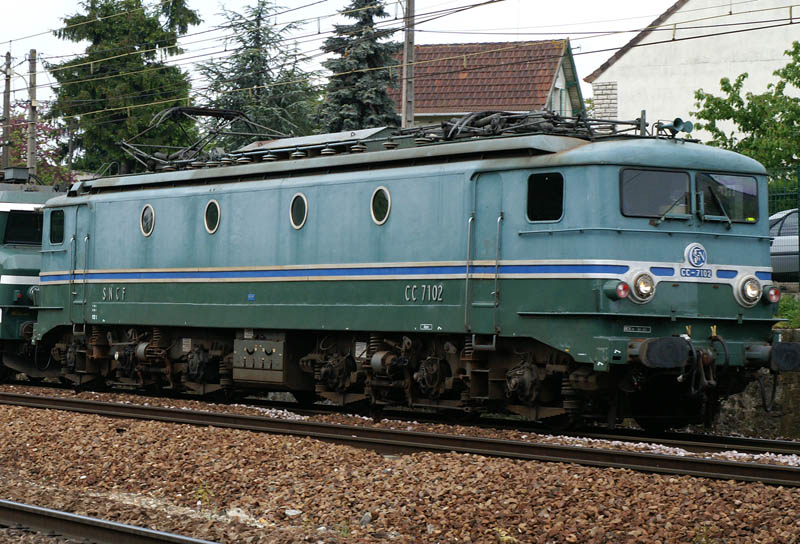
CC 7100 (1952)
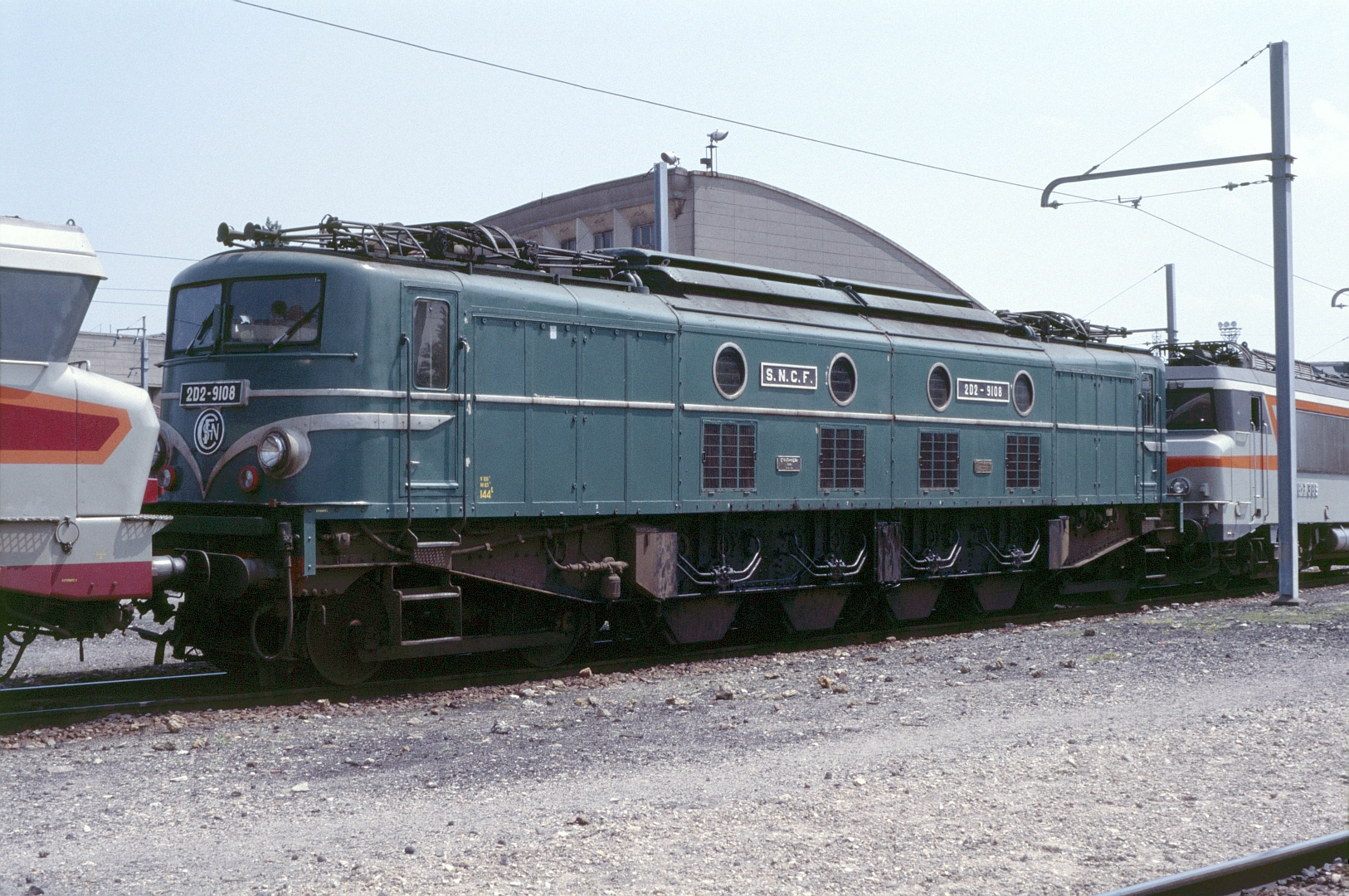
2D2 9100  (1950)
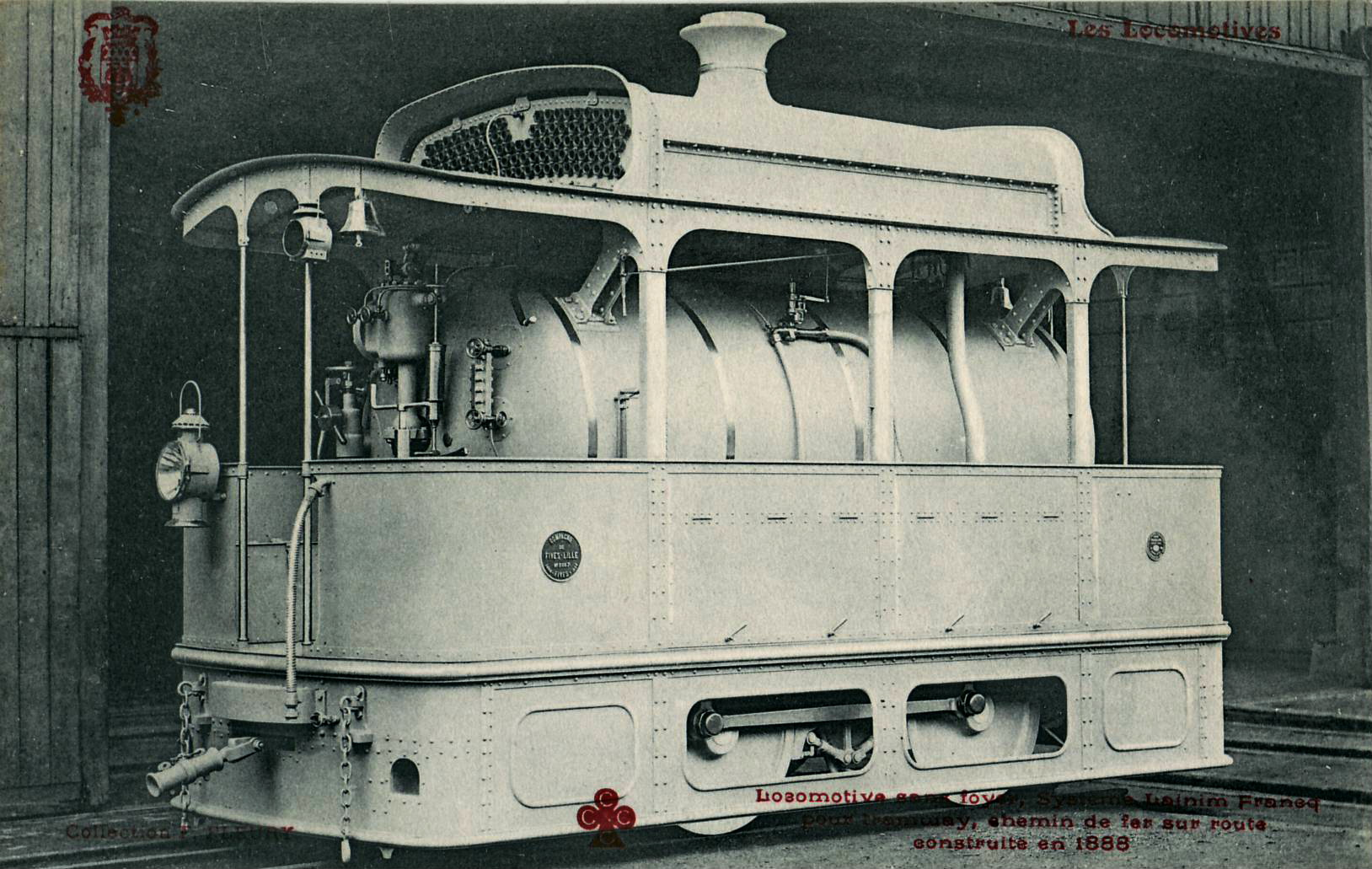
Locomotive sans foyer, système Francq (1888)
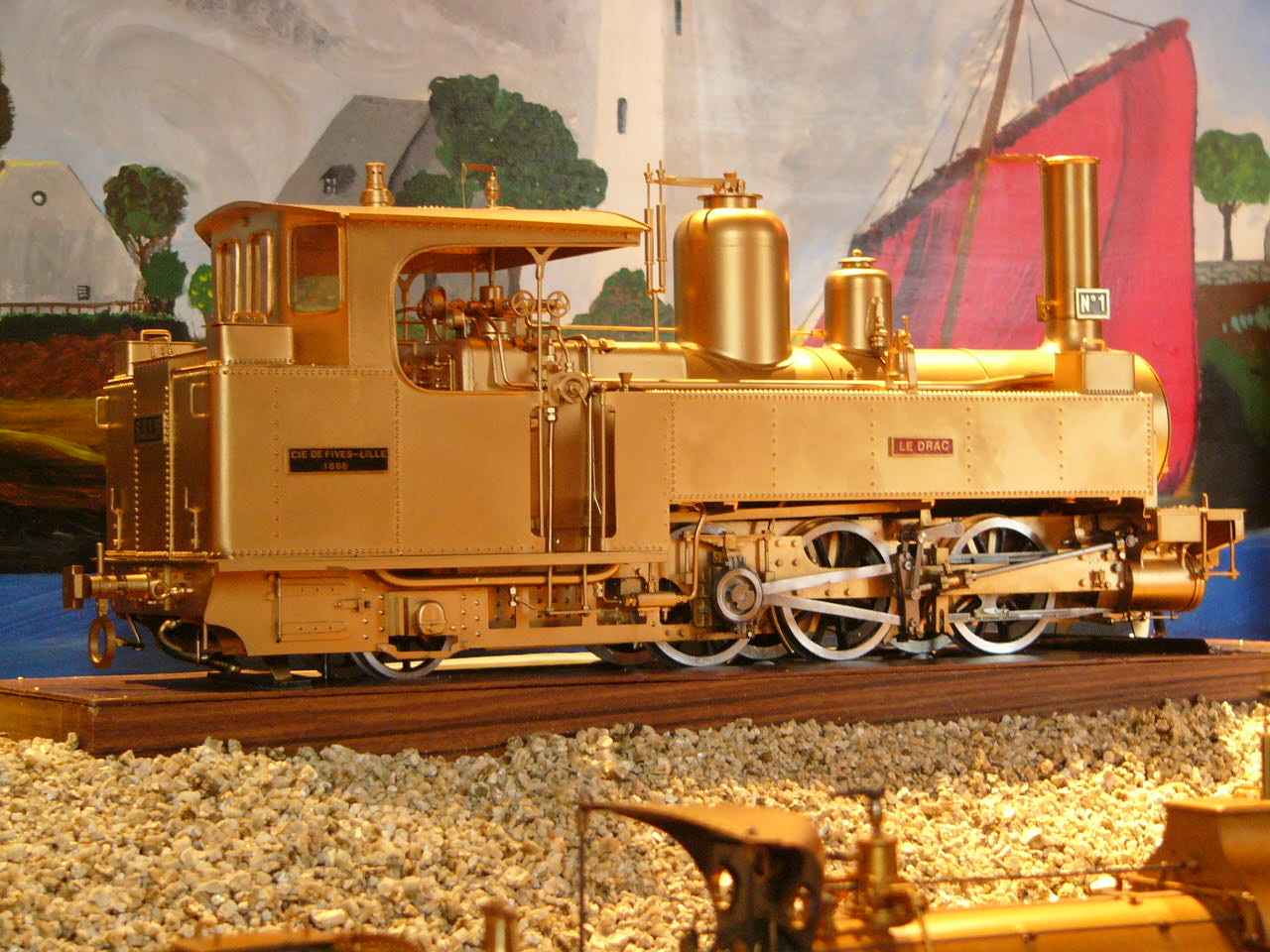
Maquette de No 1, type 031T, construites par Fives-Lille en 1888.
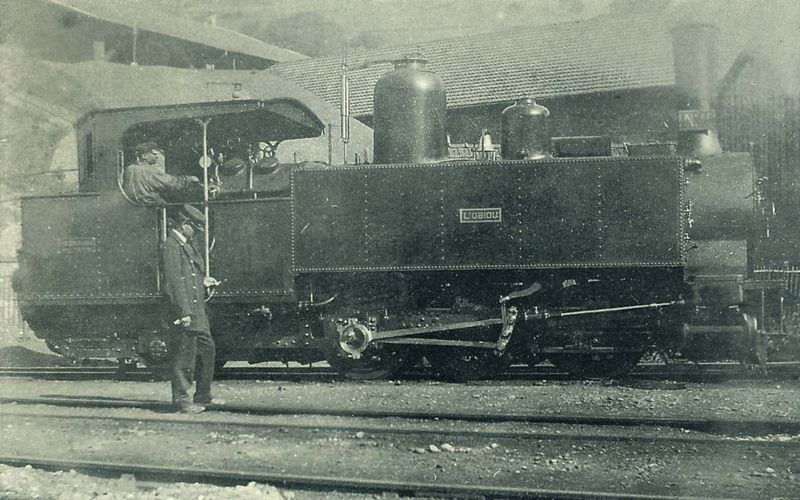
Locomotive Type 031 de la Cie. Fives Lille, "L'Obiou“ du Chemin de fer de la Mure.

## Communication

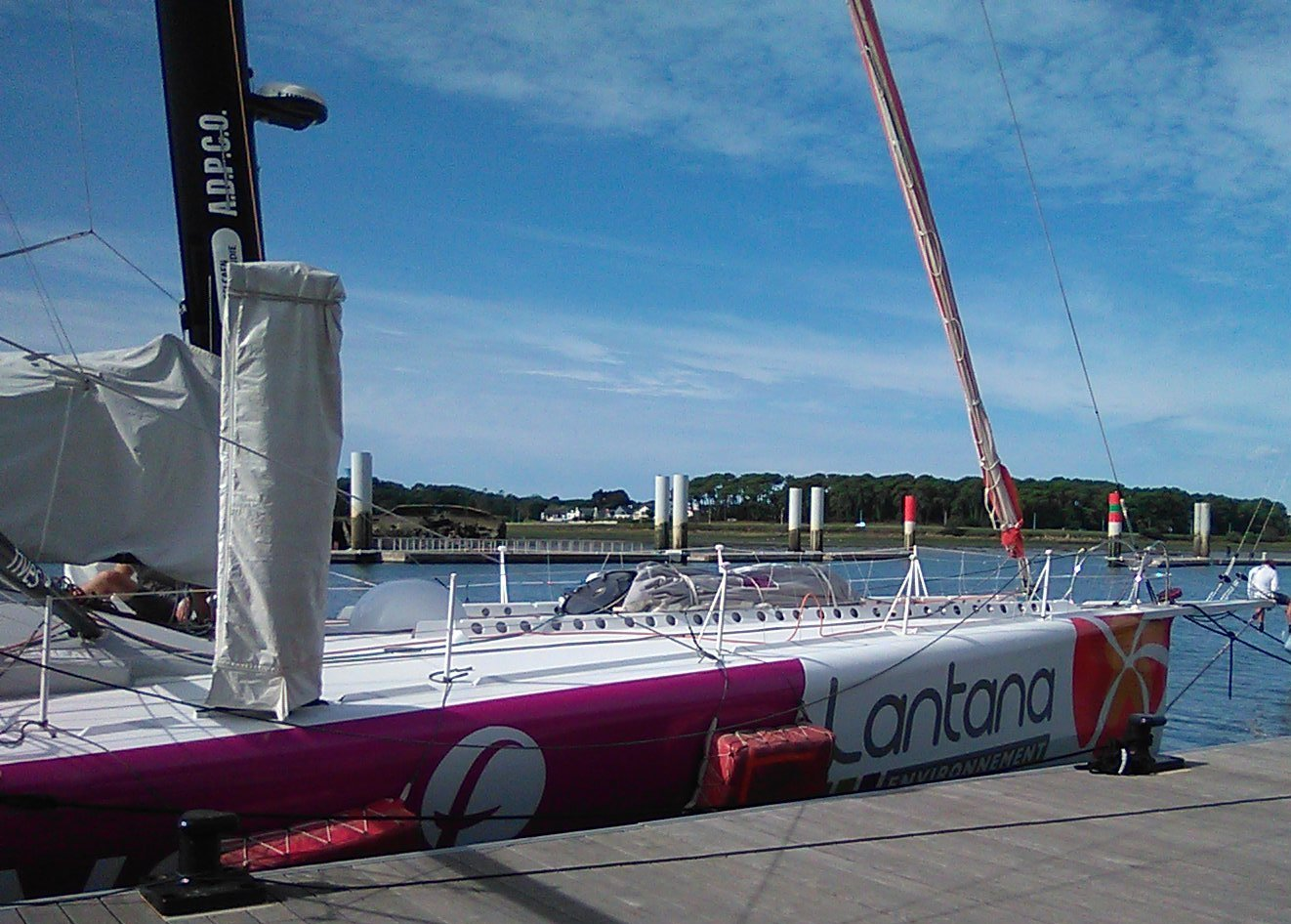
L'Imoca Fives-Lantana Environnement de Louis Duc.

Dans le cadre de sa stratégie marketing, le groupe Fives sponsorise le voilier Imoca Fives-Lantana Environnement.
Le skipper Louis Duc participe aux courses océaniques en solitaire ou en double, comme la Route du Rhum, la Transat Jaques-Vabre et le Vendée Globe,.